# Michelangelo - Infinito
Michelangelo - Infinito è un film documentario del 2018 diretto da Emanuele Imbucci.
Film biografico sulla vita e le opere di Michelangelo Buonarroti, prodotto da Sky e Magnitudo Film, in collaborazione con i Musei Vaticani. Il film è stato proiettato in anteprima il 19 settembre 2018 a Roma alla Casa del cinema di Villa Borghese e il 20 settembre al Castello Sforzesco di Milano.
Michelangelo Buonarroti è interpretato da Enrico Lo Verso (Il ladro di bambini, Lamerica, Hannibal, Che Guevara, I Miserabili, Raffaello – Il principe delle arti), mentre ad impersonare Giorgio Vasari è Ivano Marescotti (Johnny Stecchino, Hannibal, Cado dalle nubi, A casa tutti bene).

## Trama
(Auguste Rodin)
Michelangelo Buonarroti è un uomo e artista schivo e inquieto da una parte e allo stesso tempo capace di grande coraggio nel sostenere le proprie convinzioni e ideologie. Una definizione in 4K HDR accompagna la descrizione della sua vasta produzione artistica, tra disegni, pittura e scultura, cui si aggiungono stupefacenti ricostruzioni attraverso sofisticati effetti digitali.
Lo spettatore è condotto nel mondo dell’artista (dalle ricostruzioni storiche alle opere) tramite i due protagonisti, Michelangelo Buonarroti e Giorgio Vasari. Quest’ultimo, celebre storico dell’arte, artista e architetto a sua volta, attraverso una narrazione autorevole è la guida affidabile e appassionata del film; allo stesso tempo Michelangelo, in un limbo concettuale rappresentato da una Cava di Marmo di Carrara (una di quelle in cui operò per estrarre i suoi marmi), rievoca gli snodi principali della sua vita, con i tormenti e i momenti cruciali della sua esistenza.
Le appassionate interpretazioni dei due protagonisti accompagnano così lo spettatore al cuore pulsante del film: il racconto delle opere. Troviamo Bacco, la Pietà Vaticana, il David, il Tondo Doni, i Prigioni e il Mosè, la Volta della Cappella Sistina e il Giudizio Universale, le Cappelle Medicee e il nascondiglio segreto, la Pietà Rondanini, accompagnate da approfondimenti affidati alla voce narrante e curati dal Prof. Vincenzo Farinella (già consulente scientifico del film Raffaello- il Principe delle Arti).

### Il grande inedito: l'evoluzione della Cappella Sistina
Il film ripercorre l’evoluzione della Cappella Sistina dal 1508, anno in cui il giovane Michelangelo viene incaricato da Papa Giulio II di sostituire la preesistente decorazione a cielo notturno a stelle di Piermatteo D’Amelia della Volta, fino alla conclusione del Giudizio Universale nel 1541. La rappresentazione segue le giornate del lavoro di Michelangelo, ricostruite con la massima correttezza filologica grazie anche a documenti preziosi messi a disposizione dai Musei Vaticani e alla consulenza scientifica fornita attraverso le indagini effettuate dai ricercatori e restauratori dei Musei durante il restauro degli affreschi di Michelangelo della Cappella Sistina (1980-1994).
Tecniche di modeling 360, rilievi effettuati con precisione millimetrica, fotografie ad altissima risoluzione, effetti digitali che trasformano un’impalcatura di legno nel ponteggio di dimensioni reali (14x12m), utilizzato da Michelangelo per la realizzazione della figura del Cristo Giudice, al centro dell’affresco del Giudizio universale, sono solo alcune delle tecniche utilizzate per la realizzazione di una fedelissima riproduzione della Cappella Sistina, che rispetta le esatte misure e proporzioni dell’originale.
La ricostruzione della Cappella Sistina riguarda anche il periodo pre-Giudizio universale, ovvero una parte di opere pittoriche della parete dell’Altare oggi perdute: dipinti del Perugino tra cui la pala d’altare con l’Assunzione della Vergine e le due lunette con gli Antenati di Cristo dello stesso Michelangelo sono state dipinte dall’artista Marco Romano grazie alle fonti disponibili e collocate virtualmente nel modello ricostruttivo della Cappella.

### Le opere di Michelangelo nel film
1. Testa di Fauno (marmo – 1489 circa) - riproduzione andata perduta
2. Madonna della Scala (bassorilievo marmoreo – 1491 circa), Casa Buonarroti, Firenze
3. Centauromachia (altorilievo marmoreo – 1492 circa), Casa Buonarroti, Firenze
4. Bacco (marmo – 1496-1497), Museo nazionale del Bargello, Firenze
5. Pietà (marmo di Carrara,  1497-1499), Basilica di San Pietro, Città del Vaticano
6. David (marmo - 1501-inizio 1504), Galleria dell’Accademia, Firenze
7. Tondo Doni con cornice (tempera grassa su tavola – 1506 circa), Gallerie degli Uffizi - Firenze
8. Tondo Pitti (bassorilievo marmoreo  – 1503-1504 circa), Museo nazionale del Bargello – Firenze
9. Battaglia di Cascina (cartone per affresco – 1504-1506 circa) destinato al Salone dei Cinquecento, Palazzo Vecchio, Firenze
10. Copia di Aristotile da Sangallo (1542 circa) oggi a Holkham Hall, Norfolk
11. Prigioni (marmo – anni venti del Cinquecento), Galleria dell’Accademia, Firenze
12. Mosè (marmo – 1513-1515 circa), Basilica di San Pietro in Vincoli, Roma
13. Cappella Sistina (affresco – 1508-1512), Musei Vaticani, Città del Vaticano
14. Geremia (affresco – 1508-1512) dettaglio della volta della Cappella Sistina, Cappella Sistina, Musei Vaticani, Città del Vaticano
15. Giona (affresco – 1508-1512), dettaglio della volta della Cappella Sistina, Cappella Sistina, Musei Vaticani, Città del Vaticano
16. Sibilla Delphica (affresco – 1508-1512), dettaglio della volta della Cappella Sistina, Cappella Sistina, Musei Vaticani, Città del Vaticano
17. Separazione della Luce dalle Tenebre (affresco – 1508-1512), dettaglio della volta della Cappella Sistina, Cappella Sistina, Musei Vaticani, Città del Vaticano
18. Creazione degli Astri (affresco – 1508-1512), dettaglio della volta della Cappella Sistina, Cappella Sistina, Musei Vaticani, Città del Vaticano
19. Separazione delle Acque (affresco – 1508-1512), dettaglio della volta della Cappella Sistina, Cappella Sistina, Musei Vaticani, Città del Vaticano
20. Creazione di Eva (affresco – 1508-1512), dettaglio della volta della Cappella Sistina, Cappella Sistina, Musei Vaticani, Città del Vaticano
21. Peccato Originale (affresco – 1508-1512), dettaglio della volta della Cappella Sistina, Cappella Sistina, Musei Vaticani, Città del Vaticano
22. Cacciata dal Paradiso Terrestre (affresco – 1508-1512), dettaglio della volta della Cappella Sistina, Cappella Sistina, Musei Vaticani, Città del Vaticano
23. Diluvio Universale (affresco – 1508-1512), dettaglio della volta della Cappella Sistina, Cappella Sistina, Musei Vaticani, Città del Vaticano
24. Creazione di Adamo (dettaglio delle dita) (affresco – 1508-1512), dettaglio della volta della Cappella Sistina, Cappella Sistina, Musei Vaticani, Città del Vaticano
25. Creazione di Adamo (visione complessiva) (affresco – 1508-1512) , dettaglio della volta della Cappella Sistina, Cappella Sistina, Musei Vaticani, Città del Vaticano
26. Tomba di Lorenzo de’ Medici (marmo di Carrara – 1520-1521; 1523-1534), Sagrestia Nuova, Basilica di San Lorenzo, Firenze
27. Giorno – Allegoria del Tempo (marmo di Carrara – 1520-1521; 1523-1534), dettaglio della tomba di Giuliano de’ Medici duca di Nemours, Cappelle Medicee, Sagrestia Nuova, Basilica di San Lorenzo, Firenze
28. Notte - Allegoria del Tempo (marmo di Carrara – 1520-1521; 1523-1534), dettaglio della tomba di Giuliano de’ Medici duca di Nemours, Cappelle Medicee, Sagrestia Nuova, Basilica di San Lorenzo, Firenze
29. Crepuscolo - Allegoria del Tempo (marmo di Carrara – 1520-1521; 1523-1534), dettaglio della tomba di Lorenzo de’ Medici duca di Urbino, Cappelle Medicee, Sagrestia Nuova, Basilica di San Lorenzo, Firenze
30. Aurora - Allegoria del Tempo (marmo di Carrara – 1520-1521; 1523-1534), dettaglio della Tomba di Lorenzo de' Medici duca di Urbino, Cappelle Medicee, Sagrestia Nuova, Basilica di San Lorenzo, Firenze
31. Testa del Laocoonte e Figura Umana o Cristo Risorto (carboncino su intonaco – 1529-1530 circa), nascondiglio di Michelangelo sotto le Cappelle Medicee, Sagrestia Nuova, Basilica di San Lorenzo, Firenze
32. Cleopatra (matita nera – 1535 circa), Casa Buonarroti, Firenze
33. Caduta di Fetonte (disegno a carboncino su carta - 1533), British Museum, Londra
34. Rapimento di Ganimede (disegno a carboncino su carta - 1532), Fogg Art Museum di Cambridge, Massachusetts
35. Punizione di Tizio (disegno a carboncino su carta – 1532), Windsor Castle, Royal Library, Londra
36. Pietà per Vittoria Colonna (disegno a gessetto su carta - 1546), Isabella Stewart Gardner Museum, Boston
37. Crocifisso per Vittoria Colonna (disegno a gessetto su carta – 1545 circa), British Museum, Londra
38. Cristo Giudice (affresco – 1535-1541), dettaglio dal Giudizio Universale, parete d’altare della Cappella Sistina, Musei Vaticani, Città del Vaticano
39. Giudizio Universale (visione complessiva) (affresco – 1535-1541), parete d’altare della Cappella Sistina, Musei Vaticani, Città del Vaticano
40. Caronte e i Dannati (affresco – 1535-1541), dettaglio dal Giudizio Universale, parete d’altare della Cappella Sistina, Musei Vaticani, Città del Vaticano
41. Minosse, ovvero ritratto del Cerimoniere del Papa (affresco – 1535-1541), dettaglio dal Giudizio Universale, parete d’altare della Cappella Sistina, Musei Vaticani, Città del Vaticano
42. Dannati (affresco – 1535-1541), dettaglio dal Giudizio Universale, parete d’altare della Cappella Sistina, Musei Vaticani, Città del Vaticano
43. Vergine Maria (affresco – 1535-1541), dettaglio dal Giudizio Universale, parete d’altare della Cappella Sistina, Musei Vaticani, Città del Vaticano
44. Beati (affresco – 1535-1541), dettaglio dal Giudizio universale, parete d’altare della Cappella Sistina, Musei Vaticani, Città del Vaticano
45. San Pietro riconsegna le chiavi (affresco – 1545-1550), dettaglio dal Giudizio Universale, parete d’altare della Cappella Sistina, Musei Vaticani, Città del Vaticano
46. Autoritratto Michelangelo nella pelle del San Bartolomeo scuoiato (affresco – 1545-1550), dettaglio dal Giudizio Universale, parete d’altare della Cappella Sistina, Musei Vaticani, Città del Vaticano
47. Crocefissione di San Pietro (affresco – 1545-1550), Cappella Paolina, Palazzo Apostolico, Città del Vaticano
48. Conversione di Saulo (affresco – 1545-1550), Cappella Paolina, Palazzo Apostolico, Città del Vaticano
49. Cupola di San Pietro, esterno (direttore dei lavori: 1546 - 1564), Basilica di San Pietro, Città del Vaticano
50. Cupola di San Pietro, interno (direttore dei lavori: 1546 - 1564), Basilica di San Pietro, Città del Vaticano
51. Pietà Rondanini (marmo, prima versione 1552-1553; seconda versione 1555-1564), Museo Pietà Rondanini, Castello Sforzesco, Milano
52. Disegni, lettere, rime, cartoni preparatori

## Produzione
Il film ha come ambientazioni 6 luoghi storici; luoghi dove sono state girate le scene di finzione e le città che custodiscono le opere di Michelangelo.
- Carrara: Cave di marmo Calacatta Crestola - Borghini Group
- Bracciano: Castello Odescalchi
- Firenze: Fondazione Casa Buonarroti, Museo Nazionale del Bargello, Galleria dell’Accademia di Firenze, Gallerie degli Uffizi, Museo delle Cappelle Medicee, Sagrestia Nuova, Basilica di San Lorenzo
- Roma: Basilica di San Pietro in Vincoli
- Città del Vaticano: Cappella Sistina, Musei Vaticani, Basilica di San Pietro, Cappella Paolina, Palazzo Apostolico
- Milano: Museo Pietà Rondanini, Castello Sforzesco

Il film è stato girato anche negli Studi di Cinecittà. Ci sono voluti 15 set, quasi 2 anni di lavoro, 8 mesi di pre-produzione, 2 mesi di riprese, 200 persone coinvolte, oltre 70 ore di girato e 10 mesi di post produzione per i Visual Effects.
Sono stati utilizzati mezzi di ripresa con sensori ultra sensibili, raffinati impianti illumino-tecnici, proiettori, tecnologie led e esposizioni multiple (HDR – High Dynamic Range) che hanno consentito di ottenere un’esposizione ottimale per le riprese sia in interno che in esterno. Grazie alla definizione del 4K HDR, i luoghi e le opere michelangioleschi sono apprezzabili in tutta la loro maestosità, soprattutto nel lungo piano sequenza che descrive la ricostruzione ed evoluzione della Cappella Sistina.

## Distribuzione
Repliche del film in sala: 19 e 20 novembre 2018.
Il 12 gennaio 2019 è stata trasmessa la prima visione sui canali Sky Cinema uno e Sky Arte.

## Accoglienza

### Incassi
In Italia, il film è stato visto in sala da 125.000 spettatori, incassando in totale oltre 850.000 €